# 岡本末吉
岡本末吉（おかもと すえきち、1833年 - 1908年）は、岡山県の実業家。

## 略歴
- 1876年（明治9年）倉敷市酒津に移住。山口県萩から職人を招き酒津焼を始める。